# Csanád vezér tér

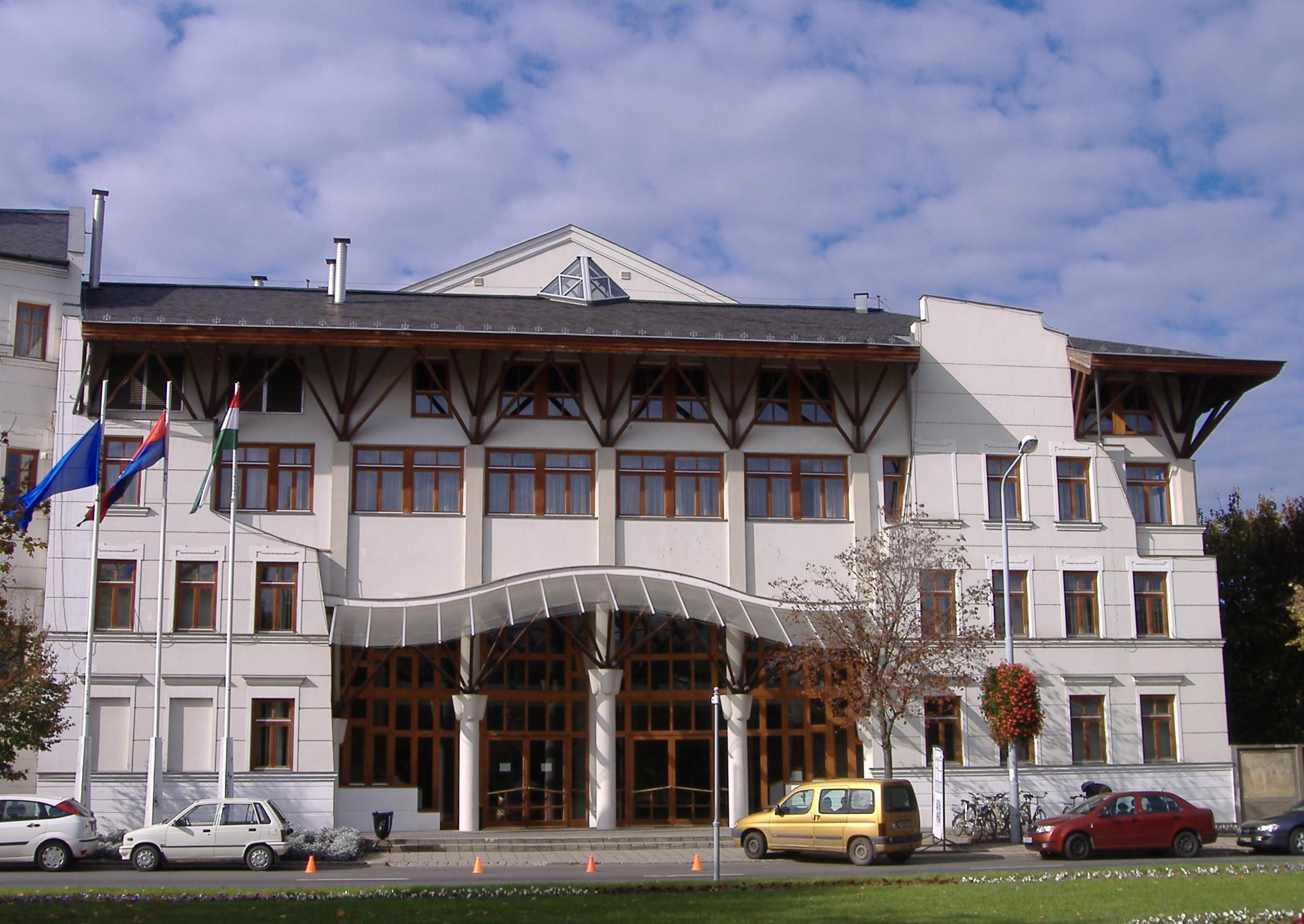
Az Erdei János Sportcsarnok

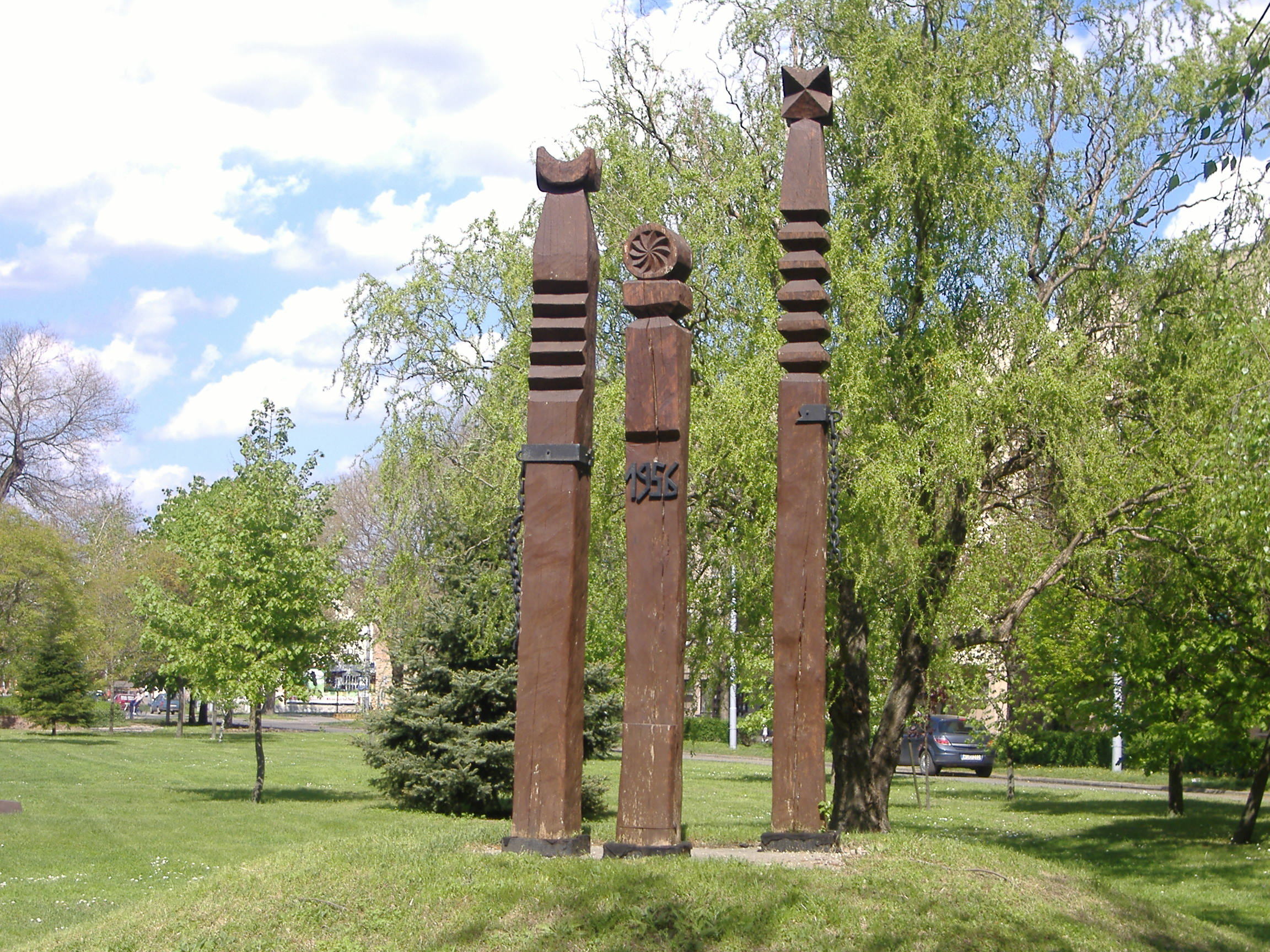
1956-os emlékmű

A Csanád vezér tér Makón található, a Belvárosban, a Széchenyi teret köti össze a Kossuth utcával. Névadója Csanád, a vármegye első ispánja, az Ajtonyt legyőző lovag.
A széles ömlésű tér eredetileg lúdpiacként funkcionált; 1905-ben itt állították föl Kallós Ede Kossuth-szobrát, amely ma már a Széchenyi téren található.
Rendkívül fontos szerepe van mind a távolsági, mind a helyi közlekedésben, hiszen itt helyezkedik el a város 2010-ben újjáépített autóbusz-pályaudvara. Itt található a 3 és 5 jelzésű viszonylatok végállomása, valamint környező településekkel kapcsolatot teremtő járatok is ide érkeznek, innen indulnak.
A teret két, kétsávos út alkotja, amelyek egyirányúak; közöttük park helyezkedik el. Az utak találkozásánál áll Györfi Lajos és Kiss Jenő Ferenc monumentális Szent István-szobra. A parkban található az 1956-os forradalom makói emlékműve, valamint a második világháborúban elesett katonákat is itt őrzi emlékezetében a város. A zöldfelületben és fában gazdag tér kedvelt fészkelő- és költőhelye az erdei fülesbaglyoknak.
A téren áll a József Attila Gimnázium, előtte a költő szobra, melyet Tar István, Munkácsy Mihály-díjas szobrász alkotott. A gimnáziumot 2000-ben felújították Makovecz Imre tervei alapján; a munkálatokkal egyidőben az építész által vezetett tervezőiroda felépíttette az Erdei János Sportcsarnokot is.
A Csanád vezér teret az 1826-ban épült Püspöki rezidencia és kápolna épülete zárja. Falán emléktáblákat helyeztek el Lonovics József, Horváth Mihály, Róka József és Kőszeghy László emlékére.